# Gare de Lanzhou
La gare de Lanzhou est une gare ferroviaire chinoise situé à Lanzhou. Elle est créée en 1952 et rénovée en 2002.